# 黄水镇 (成都市)
黄水镇，是中华人民共和国四川省成都市双流区下辖的一个乡镇级行政单位。2019年12月，撤销胜利镇，将其所属行政区域划归黄水镇管辖，黄水镇人民政府驻顺河上街1号。

## 行政区划
黄水镇下辖以下地区：
黄水河社区、板桥社区、红桥社区、长沟社区、桃荚社区、楠柳社区、扯旗社区、高石社区、文武社区和杨公社区。